# 王廷僚
王廷僚，山西長治縣人，清朝政治人物。同進士出身。
康熙四十八年（1709年），登進士，官浙江永嘉縣知县。